# 아촐리어
아촐리어(Acholi)는 우간다 북부의 아촐리족이 사용하는 언어로, 광의의 루오어의 한 방언으로 여겨진다. 남수단에도 일부 화자가 분포한다. 같은 루오계 언어에 해당하는 알루르어, 파돌라어 등과 특히 가까우며 대형 언어 중에는 케냐와 탄자니아에 사는 루오족의 돌루오어와 비교적 가깝다.

## 같이 보기
- 나일어족
- 아촐리족